# Рись Орест Андрійович
Оре́ст Андрі́йович Ри́сь (1995—2023) — старший лейтенант ЗСУ, музикант, скаут. Загинув в Бахмутському районі.

## Життєпис
Народився 23 листопада 1995 в місті Львів.
Навчався у ліцеї «Сихівський» Львівської міської ради.
З дитинства брав активну участь у діяльності організацій «Сокіл» та «Спадщина». Займався музикою у хоровій капелі «Дударик».
Учасник Революції Гідності. Був учасником антитерористичної операції в складі батальйону «Карпатська Січ».
Намагався потрапити в полк «Азов», однак натомість потрапив у батальйон «Карпатська Січ».
У 2019-му році закінчив маґістратуру — будівельна кафедра.
У 2020 вступив до Національної академії сухопутних військ, де здобув звання молодший лейтенант. Після випуску одразу підписав контракт із 58-ю окремою мотопіхотною бригадою імені гетьмана Івана Виговського оперативного командування «Північ» Сухопутних військ Збройних Сил України. Посаду командира взводу приймав безпосередньо на бойових у с. Піски, Донецької області.
У переддень Нового 2022-го року до нього в Суми переїхала дружина. Життя йшло у злагодженому ритмі: щодня їздив на службу, займався спортом, готувався до вступу на маґістратуру з права — купив курси для підготовки до Єдиного вступного фахового випробування.
Повномасштабне вторгнення зустрів у Сумах. Разом з 58-ю бригадою виїхав на оборону Конотопа, де мали зустрічати ворожу колону. Однак ворог пішов у обхід, і ввечері вже військам ЗСУ доводилося виходити з оточення.
Потім перебував на околицях Чернігова, брав участь у боях за Київську трасу.
9 травня 2022-го, після боїв у Попасній, Ореста евакуювали в госпіталь через бойову травму, яку отримав ще на Чернігівщині. Його довго не відпускали на необхідне лікування, аж поки травмовані спина і коліно не дали про себе знати. У червні 2022 року, перебуваючи на реабілітації у Львові, Орест Рись разом із хористами «Дударика» записав гімн куреня «Залізної остроги» УСС.
Із тонкощами взаємодії з БПЛА Орест знайомився на курсах «Дронаріуму» та «Victory Drones». Отримавши сертифікат, повернувся в Бахмут, де став куратором аеророзвідки в батальйоні.
Навчався на юридичному факультеті ЛНУ.
25 січня 2023 року мав операцію на коліні, після реабілітації повернувся на службу. Переведений в 30 ОМБр імені князя Костянтина Острозького, виконував обов'язки заступника комроти з МПЗ. Під час несення служби отримав звання старший лейтенант.

## Загибель
Загинув 27 грудня 2023 року під Соледаром. Залишилася дружина, батьки, сестра та брат.